# Euxoa violaris
Euxoa violaris là một loài bướm đêm trong họ Noctuidae.